# Championnats d'Europe de triathlon 2011
Navigation
Édition précédente Édition suivante
Les championnats d'Europe de triathlon 2011 sont la vingt-septième édition des championnats d'Europe de triathlon, une compétition internationale de triathlon sous l'égide de la fédération européenne de ce sport. L'épreuve est constituée de 1 500 mètres de natation, 40 kilomètres de vélo puis 10 kilomètres de course à pied.
Cette édition se tient dans la ville espagnol de Pontevedra et elle est remportée par le britannique Alistair Brownlee chez les hommes et par la française Emmie Charayron chez les femmes.

## Palmarès

### Hommes
| Rang               | Triathlète        | Temps           |
| ------------------ | ----------------- | --------------- |
| Médaille d'or      | Alistair Brownlee | 1 h 48 min 48 s |
| Médaille d'argent  | Jonathan Brownlee | 1 h 48 min 55 s |
| Médaille de bronze | Dmitry Polyanskiy | 1 h 50 min 9 s  |
| 4                  | Mario Mola        | 1 h 50 min 16 s |
| 5                  | Alessandro Fabian | 1 h 50 min 23 s |
| 6                  | João Pereira      | 1 h 50 min 39 s |
| 7                  | Laurent Vidal     | 1 h 50 min 53 s |
| 8                  | Danylo Sapunov    | 1 h 50 min 55 s |
| 9                  | Tony Moulai       | 1 h 51 min 2 s  |
| 10                 | Yegor Martynenko  | 1 h 51 min 3 s  |

### Femmes
| Rang               | Triathlète          | Temps          |
| ------------------ | ------------------- | -------------- |
| Médaille d'or      | Emmie Charayron     | 2 h 4 min 0 s  |
| Médaille d'argent  | Vendula Frintová    | 2 h 5 min 27 s |
| Médaille de bronze | Annamaria Mazzetti  | 2 h 5 min 28 s |
| 4                  | Ainhoa Murúa        | 2 h 5 min 40 s |
| 5                  | Yuliya Yelistratova | 2 h 6 min 10 s |
| 6                  | Marina Damlaimcourt | 2 h 6 min 21 s |
| 7                  | Zsófia Kovács       | 2 h 6 min 22 s |
| 8                  | Sarah Fladung       | 2 h 6 min 27 s |
| 9                  | Helle Frederiksen   | 2 h 6 min 29 s |
| 10                 | Jodie Stimpson      | 2 h 6 min 41 s |

### Relais Mixte
| Rang               | Équipe                                                                    | Temps           |
| ------------------ | ------------------------------------------------------------------------- | --------------- |
| Médaille d'or      | Allemagne                                                                 | 1 h 38 min 10 s |
| Médaille d'or      | - Gregor Buchholz - Sarah Fladung - Franz Löschke - Rebecca Robisch       | 1 h 38 min 10 s |
| Médaille d'argent  | Ukraine                                                                   | 1 h 38 min 11 s |
| Médaille d'argent  | - Yegor Martynenko - Yuliya Yelistratova - Danylo Sapunov - Inna Ryzhyj   | 1 h 38 min 11 s |
| Médaille de bronze | Italie                                                                    | 1 h 38 min 20 s |
| Médaille de bronze | - Daniel Hofer - Charlotte Bonin - Alessandro Fabian - Annamaria Mazzetti | 1 h 38 min 20 s |